# Старий Косів (гміна)
Ґміна Косув Стари — адміністративна субодиниця Косівського повіту Станіславського воєводства. Утворена 1 серпня 1934 року згідно з розпорядженням Міністерства внутрішніх справ РП від 21 липня 1934 за підписом міністра Мар'яна Зиндрама-Косьцялковського під час адміністративної реформи. Село Старий Косів стало центром сільської ґміни Косув Стари. Ґміна утворена з попередніх самоврядних сільських гмін Хомчин, Черганувка, Косув Стари, Смодна, Вєжбовєц.
У 1934 р. територія ґміни становила 74,07 км². Населення ґміни станом на 1931 рік становило 8 631 особа. Налічувалось 2 047 житлових будинків.
Ґміна ліквідована в 1940 р. у зв’язку з утворенням Косівського району.